# حسن حکمت‌نژاد
حسن حکمت‌نژاد (زاده ۲۴ فروردین ۱۳۰۹) در محلهٔ شهشهان اصفهان در خانواده‌ای مذهبی و اهل هنر متولد شد. پدرش، محمد کاظم از جمله قالیبافان مشهور و صاحب نام بود. پدربزرگش، احمدبیک مجنونی، مدتی مباشر سلطان مسعود میرزا ظل‌السلطان بود ولی بعد از کارهای دیوانی انصراف داد و در خانه به بافتن قالی مشغول گردید. وی تحصیلات ابتدایی را در مدرسهٔ فردوسی و متوسطه را در دبیرستان سعدی گذراند.
حسن حکمت‌نژاد در شش سالگی اولین گره را تار قالی می‌نشاند و همگام با تحصیل، نزد پدرش قالیبافی را یادمی‌گیرد و آرام آرام کنار دست استادان و مربیان به رازهای قالیبافی آشنا می‌شود. با مرگ نابهنگام پدر، مدتی ترک تحصیل کرد ولی پس از مدتی همزمان با کار، درس خواندن را نیز ادامه داده و دیپلم می‌گیرد. از آنجا که مدتی در دوران سربازی در داروخانهٔ بهداری پادگان مشغول کار بود، مدتی داروخانه تأسیس کرد.
در سال ۱۳۲۱ شمسی پدرش محمد کاظم مجنونی توسط رقیبان خود در عرصهٔ حرفهٔ قالی اصفهان به قتل می‌رسد. به‌واسطهٔ فقر و تنگدستی که به دنبال مرگ پدر برای خانواده پیش می‌آید، وی با شور و عشق بسیار آستین همت را بالا می‌زند و به نوعی به گرفتن انتقام خون پدر می‌پردازد و این سرآغاز عمده و مهم در سرنوشت قالی مجنونی‌ها به‌شمار می‌آید.
حسن به ناگزیر کار در داروخانه را رها می‌کند تا از یک سو بدهکاری‌های پدرش را بپردازد و از سوی دیگر رونقی به توسعهٔ قالیبافی بدهد. در سال ۱۳۴۵ استاد حکمت‌نژاد آرام آرام در میانسالی از فعالیت بی‌وقفه دست می‌کشد. این جدایی به خاطر نبود نیرو و توان لازم و همچنین ناراحتی و سرخوردگی‌های او در بازار قالی به خاطر عدم تجلیل از سالیان تلاش و نثار جوانی و عمر بود. بعد از مدتی انزوا با سفر به کشورهای اروپایی و آمریکا و ژاپن همکاری و مشورت لازم را در زمینهٔ آشنایی و ارتباط هر چه بیشتر با مراکز عمده تجاری و اقتصادی قالی ایرانی شروع می‌کند. در سال ۱۳۵۷ با پیروزی انقلاب اسلامی استاد مجنونی سالخورده بار دیگر مختصر فعالیت پرثمری را در عرصهٔ بافت قالی و طراحی نقش قالیچه آغاز می‌کند و حاصل این تحول بافت قالیچه‌هایی است که سر فصل نوینی را در کار ارزش‌های نقش و رنگ‌های قالیچه‌های مجنونی‌ها گشوده است و قالیچه‌های ستارهٔ دنباله‌دار بافته می‌شود. در سال ۱۳۶۷ با عارضه سکته قلبی وی از فعالیت بازمی‌ماند؛ ولی با فعالیت‌های آموزشی کارگاهی مستقل در قلب شهر اصفهان بر پا می‌کند. در این کارگاه او با استخدام تنی چند از دختران قالیباف جوان عاشقانه به کار ادامه می‌دهد و نهضتی ماندگار را در عرصه قالی برپا می‌کند.
استاد حکمت‌نژاد معتقد است که: قالی هفده رشته دارد که یکی از آن‌ها بافندگی است و خلق یک اثر بی‌نظیر هر کدام از این رشته‌ها، نیازمند شکیبایی، خلوص و الهام است.

## قالی مجنونی
نام قالی مجنونی به خاطر ۳ اصل ماندگار است:
- استفاده از رنگهای گیاهی بنا به وصیت و توصیه محمد کاظم مجنونی.[۴]
- کاربرد منطقی نقوش سنتی و اصیل هنر ایران در قالی
- دقت در بافت ریز و افزودن گره در قالی و قالیچه‌های مجنونی

وی از طراحان و قالیبافان صاحب سبک ایران به‌شمار می‌رود و هنر قالیبافی میراثی از پدران اوست. صفت مجنونی به دلیل شیدایی است که در این حرفه از خود بروز دادند.
استاد حکمت‌نژاد سال‌ها همچنان هنر قالیبافی را دنبال کرد و امروزه به عنوان پیشگام در عرصه «قالی مجنونی»، مؤسس و بنیان‌گذار «فرش پوده» و مؤسس و بنیان‌گذار «فرش قشم» مطرح است.

## آثار
او در عرصهٔ «قالی مجنونی»، طراح بیش از ۵۰ نقشه قالی می‌باشد. برخی از آثار او در زمینهٔ طراحی نقش قالی عبارتند از:
زردیس، گلدانی (ظل‌السلطانی)، شال کشمیر، آندو، پرنده بهشتی، شب نما، سپیده، یاد شیخ صفی، دلدار، هدهد، نقش در نقش هماهنگ، ستارهٔ دنباله‌دار، خورشید، وقار، آرام و فتنه

## جوایز
حکمت‌نژاد در بیش از ده‌ها نمایشگاه فرش جهانی شرکت کرده و جوایز متعددی را دریافت نموده است:
- جایزهٔ اول نمایشگاه بزرگ آسیا.
- انجمن آثار و مفاخر فرهنگی به پاس سال‌ها خدمات علمی و فرهنگی وی در ۳۰ دی ۱۳۸۱ مراسم بزرگداشتی برگزار و استاد حسن حکمت‌نژاد را به عنوان یکی از مفاخر ایران‌زمین معرفی کرد و لوح تقدیری به ایشان اهدا نمود.[۷]
- در ۱۷ بهمن ماه سال ۱۳۹۳ طی مراسمی در موزه هنرهای زیبا مجموعهٔ سعدآباد با حضور اعضای شورای اسلامی شهر تهران، سرپرست و مسئولان مجموعهٔ سعدآباد، از استاد حسن حکمت‌نژاد به خاطر یک عمر تلاش و پشتکار و نو آوری در صنعت فرش ایران به عنوان پدر فرش ایران تقدیر شد.[۸][۹]